# Gemenebestspelen 2006
De achttiende editie van de Gemenebestspelen (Commonwealth Games) werden gehouden van 15 tot en met 26 maart 2006 in Melbourne, Australië. Australië was het tweede land na Canada waar de spelen voor de vierde keer plaatsvonden.
Alle 71 teams die gerechtigd waren om deel te nemen namen ook deel. Zimbabwe, in 2002 nog deelnemer, ontbrak omdat ze inmiddels geen lid van het Gemenebest van Naties meer waren.
Voor het eerst stond er één sport minder op het programma dan op een eerdere editie. Het organisatiecomité van Melbourne plaatste zestien sporten op het programma van de Gemenebestspelen 2006. De tien verplicht te organiseren sporten waren atletiek, badminton, boksen, bowls, gewichtheffen, hockey, netball, rugby sevens, squash en de zwemsport discipline baanzwemmen. Van de toegestane uitbreiding met maximaal zeven sporten voegde Melbourne er zes aan toe; basketball, gymnastiek (ritmische gymnastiek en turnen), schietsport, tafeltennis, triatlon en wielrennen alsmede de zwemsport disciplines schoonspringen en synchroonzwemmen. De teamsport basketbal stond voor het eerst op het programma van de Gemenebestspelen, en vervolmaakte het maximaal toegestane aantal van vier teamsporten. Bij het gewichtheffen werd op deze editie weer afgestapt van het toekennen, zoals op de vier voorgaande edities nog werd gedaan, voor het uitreiken van medailles bij het trekken en stoten apart.
Voor de tweede keer werden er ook wedstrijden voor gehandicapten georganiseerd. Melbourne plaatste alleen de vier verplichte sporttakken atletiek, gewichtheffen, tafeltennis en (baan)zwemmen op het programma. Er werden 12 onderdelen georganiseerd, waaronder het onderdeel bankdrukken binnen de gewichthef discipline powerlifting.

## Openingsceremonie

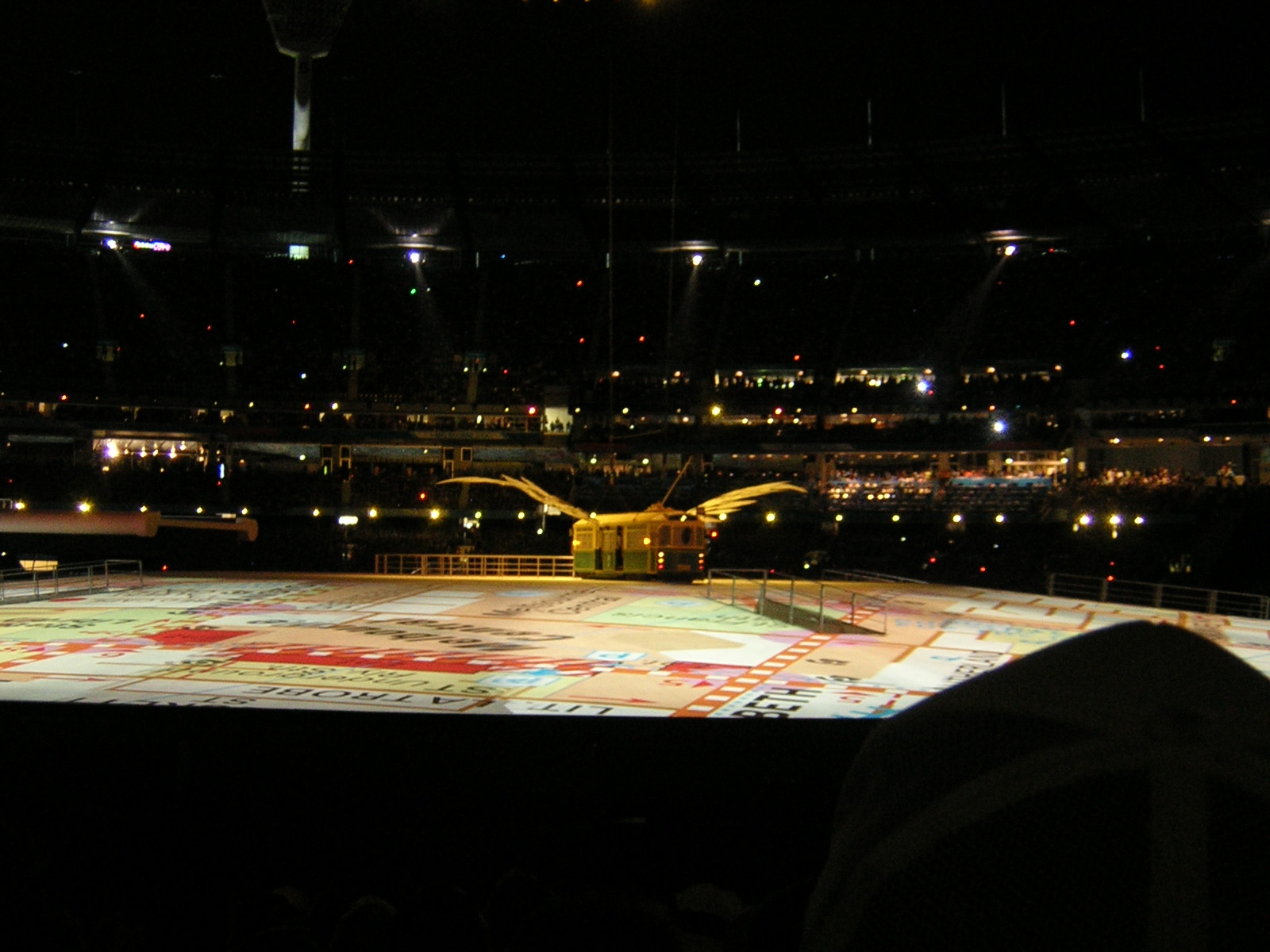
De vliegende tram tijdens de Openingsceremonie

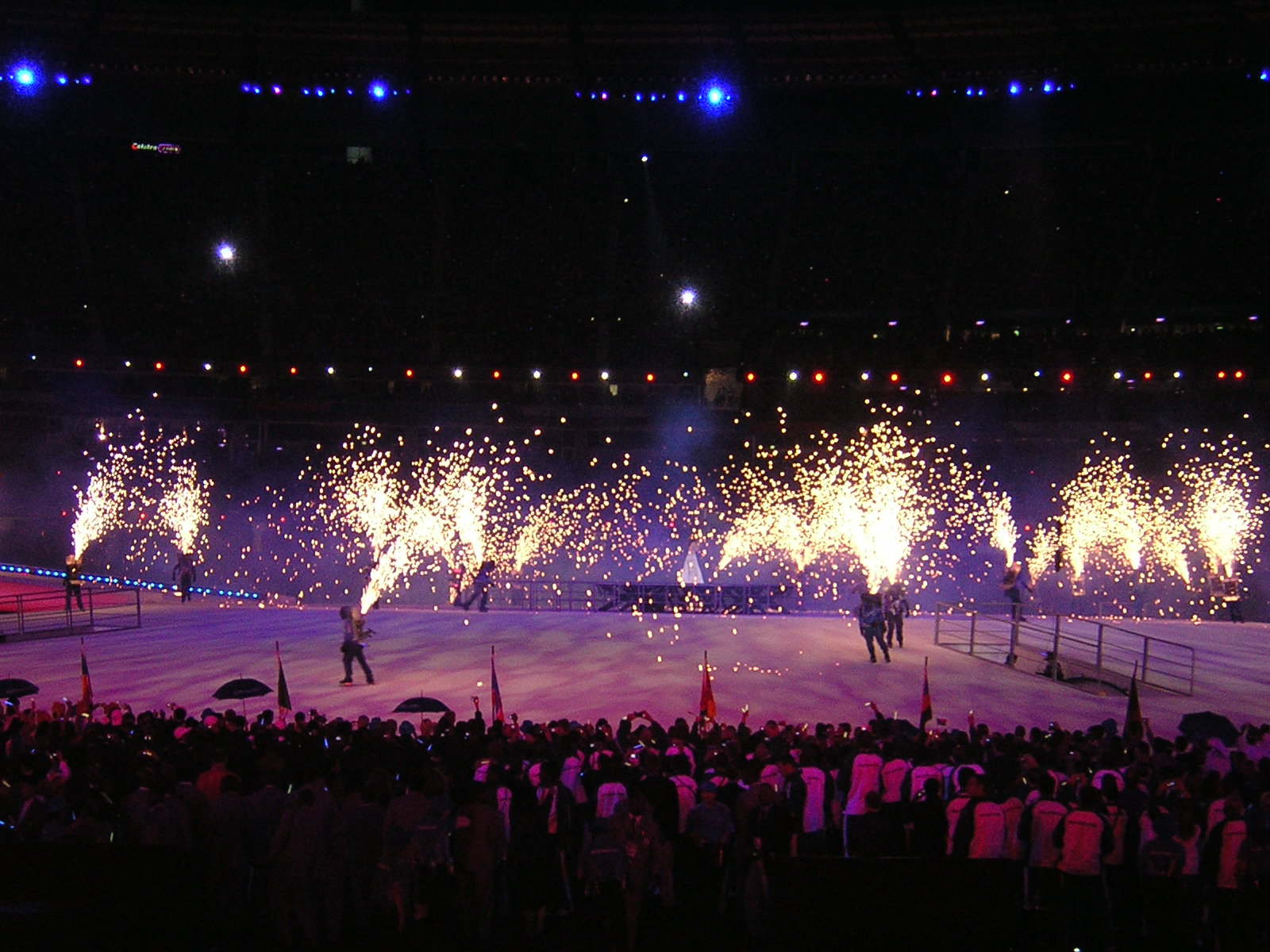
Vuurwerk in het stadion terwijl Delta Goodrem zingt tijdens de openingsceremonie

De locatie voor de openingsceremonie was het Melbourne Cricket Ground waar ook de sluitingsceremonie plaatsvond en ook voor dezelfde doeleinden werd gebruikt tijdens de Olympische Zomerspelen 1956. Mascotte voor de spelen was Karak, een roodstaart-zwarte kaketoe, een bedreigde diersoort. Het Foster Parents Plan was een belangrijke zakenpartner van de organisatie.
De ceremonie begon met het tonen van drie vlaggen, de Engelse (vorige organisator), de Australische (huidige organisator) en de Indiase (volgende organisator). Achttien surfboten die elk een van de 17 vorige organiserende steden en Melbourne symboliseerde voeren over de rivier de Yarra, evenals de vlaggen van alle deelnemende landen. Een tram uit Melbourne met aangebrachte vleugels werd het stadion ingevlogen.
De Australische rockband The Church speelde "Under the Milky Way" om een voorstelling in de lucht van het Australisch ballet te ondersteunen.
Tegen de traditie in kwamen de landen niet in alfabetische volgorde het stadion in, maar per regio. De Europese teams betraden het stadion het eerst, gevolgd door de teams uit Afrika, Azië, Noord-Amerika, Zuid-Amerika, het Caraïbisch gebied en ten slotte Oceanië. Als organisator van de vorige spelen mocht de Engelse delegatie als eerste naar binnen, terwijl Australië als organisator als laatste het stadion binnenkwam.
De vlag van de Gemenebestspelen werd het stadion binnengebracht door acht hoogbegaafde Australische jongeren. De eed voor atleten werd afgelegd door Adam Pine.
Harry White een 13-jarige jongen en jeugd ambassadeur presenteerde een boodschap aan koningin Elizabeth II. Nadat hij "God save the Queen" had gezongen, zong Dame Kiri Te Kanawa ter ere van de 80e verjaardag van de Koningin, 37 dagen daarvoor.
De laatste lopers met de Koninginnenstaf waren allen olympische kampioenen of Gemenebestkampioenen uit het verleden. Zo werd de staf het stadion binnengedragen door Cathy Freeman (die de olympische vlam ontstak tijdens de Olympische Zomerspelen 2000). Zij gaf de staf over aan Ron Clarke (die de olympische vlam ontstak tijdens de Olympische Zomerspelen 1956). Via de gouverneur van Zuid-Australië Marjorie Jackson-Nelson kwam de staf terecht bij de gouverneur van Victoria John Landy die de staf aan de koningin overhandigde. Zij las op haar beurt de boodschap voor die zij 366 dagen daarvoor in de openingsstaf had geplaatst voor, waarmee de spelen werden geopend.
De Australische zangeres Delta Goodrem zong vervolgens "Together as one", het officiële lied van de Gemenebestspelen 2006, waarna veel vuurwerk werd afgestoken vanuit het stadion, vanaf de oevers van de Yarra, vanaf de drijvende boten op de Yarra en vanaf de grootste wolkenkrabbers van Melbourne.

## Deelnemende teams

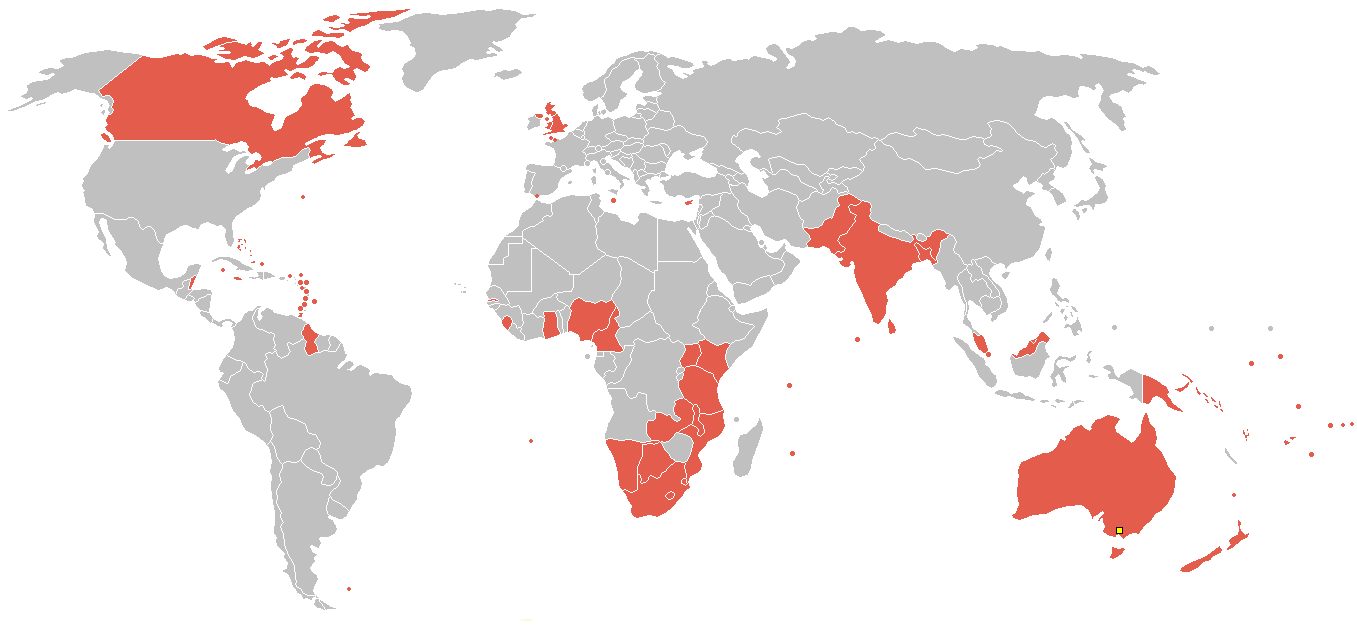
Deelnemende teams

## Sporten
(Via de sportlink wordt doorverwezen naar de desbetreffende uitslagen op deze editie)
| Sport                                                 | Onderdelen | Onderdelen | Onderdelen | Onderdelen |
| Sport                                                 | Tot.       | M          | V          | Mix/Open   |
| ----------------------------------------------------- | ---------- | ---------- | ---------- | ---------- |
| Atletiek                                              | 47         | 24         | 23         |            |
| Badminton                                             | 6          | 2          | 2          | 2          |
| Basketbal                                             | 2          | 1          | 1          |            |
| Boksen                                                | 11         | 11         | 0          |            |
| Bowls                                                 | 6          | 3          | 3          |            |
| Gewichtheffen                                         | 15         | 8          | 7          |            |
| Gymnastiek Ritmische gymnastiek Turnen                | 6 14       | 0 8        | 6          |            |
| Hockey                                                | 2          | 1          | 1          |            |
| Netball                                               | 1          | 0          | 1          |            |
| Rugby sevens                                          | 1          | 1          | 0          |            |
| Schietsport                                           | 40         | 22         | 16         | 2          |
| Squash                                                | 5          | 2          | 2          | 1          |
| Tafeltennis                                           | 7          | 3          | 3          | 1          |
| Triatlon                                              | 2          | 1          | 1          |            |
| Wielersport Baanwielrennen Mountainbike Wegwielrennen | 12 2 4     | 8 1 2      | 4 1 2      |            |
| Zwemmen Schoonspringen Synchroonzwemmen Zwemmen       | 10 2 38    | 5 0 19     | 5 2 19     |            |
| Totaal                                                | 233        | 122        | 105        | 6          |

| Gehandicaptensport |            |            |            |            |
| Sport              | Onderdelen | Onderdelen | Onderdelen | Onderdelen |
| Sport              | Tot.       | M          | V          |            |
| Atletiek           | 6          | 3          | 3          |            |
| Gewichtheffen      | 1          | 1          | 0          |            |
| Tafeltennis        | 1          | 0          | 1          |            |
| Zwemmen            | 4          | 2          | 2          |            |
| Totaal             | 12         | 6          | 6          |            |

## Medailleklassement
|        | Land                | Goud | Zilver | Brons | Totaal |
| ------ | ------------------- | ---- | ------ | ----- | ------ |
| 1      | Australië           | 84   | 69     | 68    | 221    |
| 2      | Engeland            | 36   | 40     | 37    | 113    |
| 3      | Canada              | 26   | 30     | 31    | 87     |
| 4      | India               | 22   | 17     | 10    | 49     |
| 5      | Zuid-Afrika         | 12   | 13     | 13    | 38     |
| 6      | Schotland           | 11   | 7      | 11    | 29     |
| 7      | Jamaica             | 7    | 12     | 10    | 29     |
| 8      | Maleisië            | 7    | 12     | 10    | 29     |
| 9      | Nieuw-Zeeland       | 6    | 12     | 14    | 32     |
| 10     | Singapore           | 5    | 6      | 7     | 18     |
| 11     | Nigeria             | 4    | 6      | 7     | 17     |
| 12     | Wales               | 3    | 5      | 11    | 19     |
| 13     | Cyprus              | 3    | 1      | 2     | 6      |
| 14     | Ghana               | 2    | 0      | 1     | 3      |
| 14     | Oeganda             | 2    | 0      | 1     | 3      |
| 16     | Pakistan            | 1    | 3      | 1     | 5      |
| 17     | Papoea-Nieuw-Guinea | 1    | 1      | 0     | 2      |
| 18     | Man                 | 1    | 0      | 1     | 2      |
| 18     | Namibië             | 1    | 0      | 1     | 2      |
| 18     | Sri Lanka           | 1    | 0      | 1     | 2      |
| 18     | Tanzania            | 1    | 0      | 1     | 2      |
| 22     | Mauritius           | 0    | 3      | 0     | 3      |
| 23     | Bahama's            | 0    | 2      | 0     | 2      |
| 23     | Noord-Ierland       | 0    | 2      | 0     | 2      |
| 25     | Kameroen            | 0    | 1      | 2     | 3      |
| 26     | Botswana            | 0    | 1      | 1     | 2      |
| 26     | Malta               | 0    | 1      | 1     | 2      |
| 26     | Nauru               | 0    | 1      | 1     | 2      |
| 29     | Bangladesh          | 0    | 1      | 0     | 1      |
| 29     | Grenada             | 0    | 1      | 0     | 1      |
| 29     | Lesotho             | 0    | 1      | 0     | 1      |
| 32     | Trinidad en Tobago  | 0    | 0      | 3     | 3      |
| 33     | Seychellen          | 0    | 0      | 2     | 2      |
| 34     | Barbados            | 0    | 0      | 1     | 1      |
| 34     | Fiji                | 0    | 0      | 1     | 1      |
| 34     | Mozambique          | 0    | 0      | 1     | 1      |
| 34     | Samoa               | 0    | 0      | 1     | 1      |
| 34     | Swaziland           | 0    | 0      | 1     | 1      |
| Totaal | Totaal              | 245  | 245    | 257   | 747    |

1930 ·
1934 ·
1938 ·
1950 ·
1954 · 
1958 · 
1962 · 
1966 ·
1970 · 
1974 ·
1978 ·
1982 ·
1986 ·
1990 ·
1994 ·
1998 ·
2002 ·
2006 ·
2010 ·
2014 ·
2018 ·
2022 ·
2026